# Stefano Leonardi
Stefano Leonardi (* 25. November 1978 in Trient) ist ein italienischer Jazz- und Improvisationsmusiker (Flöte).

## Leben und Wirken
Leonardi erhielt seit dem Alter von acht Jahren klassischen Unterricht auf der Querflöte. Als Autodidakt näherte er sich dem Jazz zunächst durch Schallplatten, bevor er bei Stefano Benini (2005–2007) und Geoff Warren (2008) Unterricht nahm und Workshops bei Carol Sudhalter (2010) und Sam Most (2011) besuchte. 
2008 nahm er mit Matteo Turella, Paolo Ghetti und Carlo Alberto Canevali sein erstes Album als Leader, E-Ray, für Splasc(h) Records auf. 2010 entstand Flut3ibe, ein Sextett, das aus drei Flöten (neben ihm Stefano Benini und Michele Gori) und einer Rhythmusgruppe (zunächst Matteo Turella, Enrico Terragnoli, Nicola Stranieri) besteht und sowohl für freie Improvisationen als auch für imaginäre Folklore und die Ausarbeitung von Jazzstandards offen ist. Mit diesem Ensemble nahm er zunächst Moiré für das Label Nu Bop Records auf; 2017 folgte Live In Sant’Anna Arresi. Daneben arbeitet er an weiteren Projekten, vor allem zusammen mit Stefano Pastor, Fridolin Blumer und Heinz Geisser, mit denen er sich mit dem Schaffen und Werk von Thomas Chapin beschäftigte und 2014 bei Leo Records das Album Conversations about Thomas Chapin veröffentlichte. Mit Marco Colonna, Antonio Bertoni, Fridolin Blumer und Heinz Geisser folgten auf Leo Records die Alben L’Eterno und Aura. Im Duo mit dem Bassisten Antonio Bertoni erschien 2021 Viandes.